# Новосельское сельское поселение (Новгородская область)
Новосельское сельское поселение — муниципальное образование в Старорусском муниципальном районе Новгородской области.
Административный центр — посёлок Новосельский, находится в 14 км к югу от города Старая Русса, на автодороге Р51 (Шимск — Старая Русса — Поддорье — Холм — Локня — Великие Луки — Невель). Территория сельского поселения расположена вдоль русла реки Порусья, по её обоим берегам. Площадь территории муниципального образования — 11 813 га

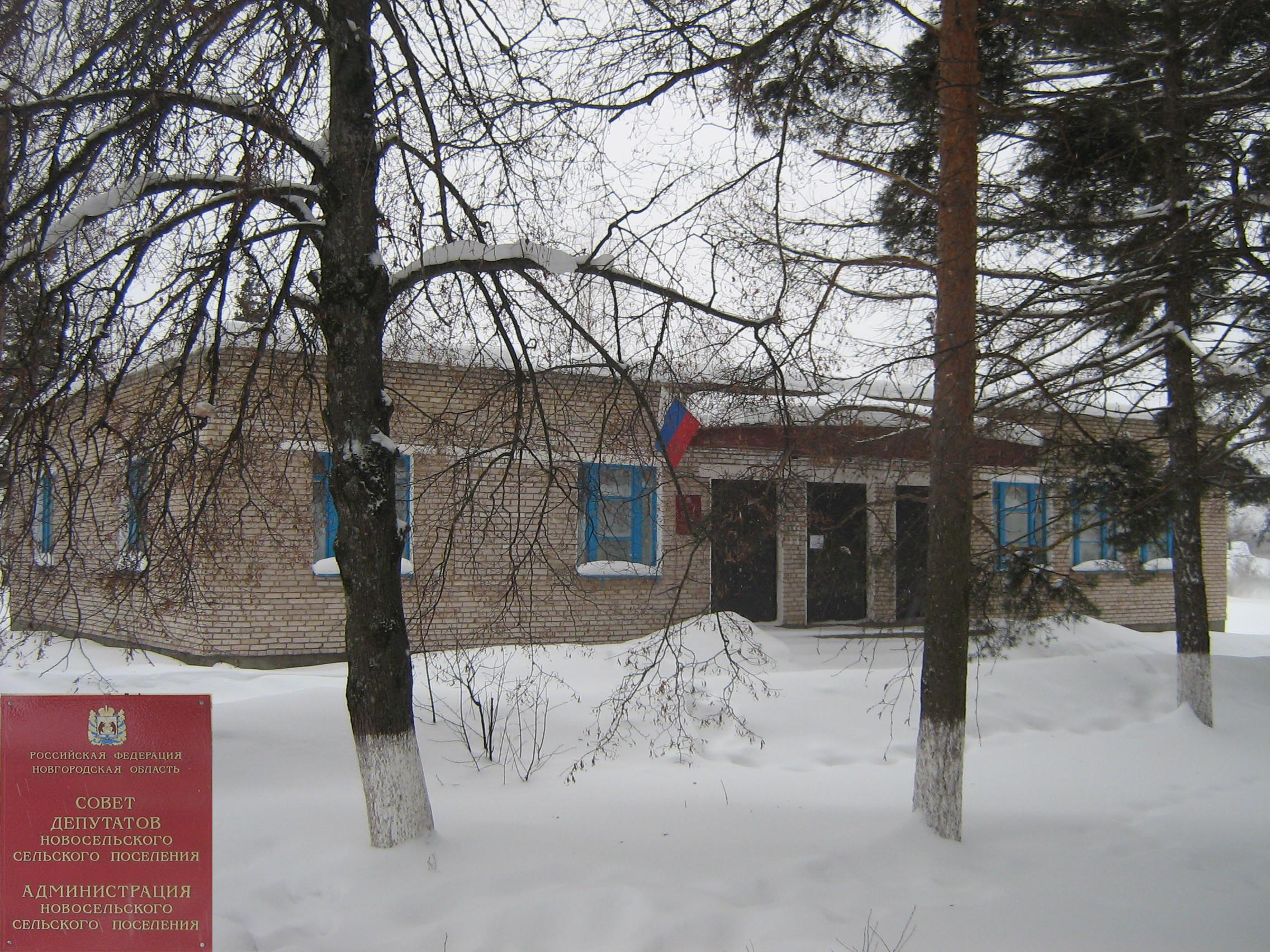
Здание Администрации Новосельского сельского поселения

## История

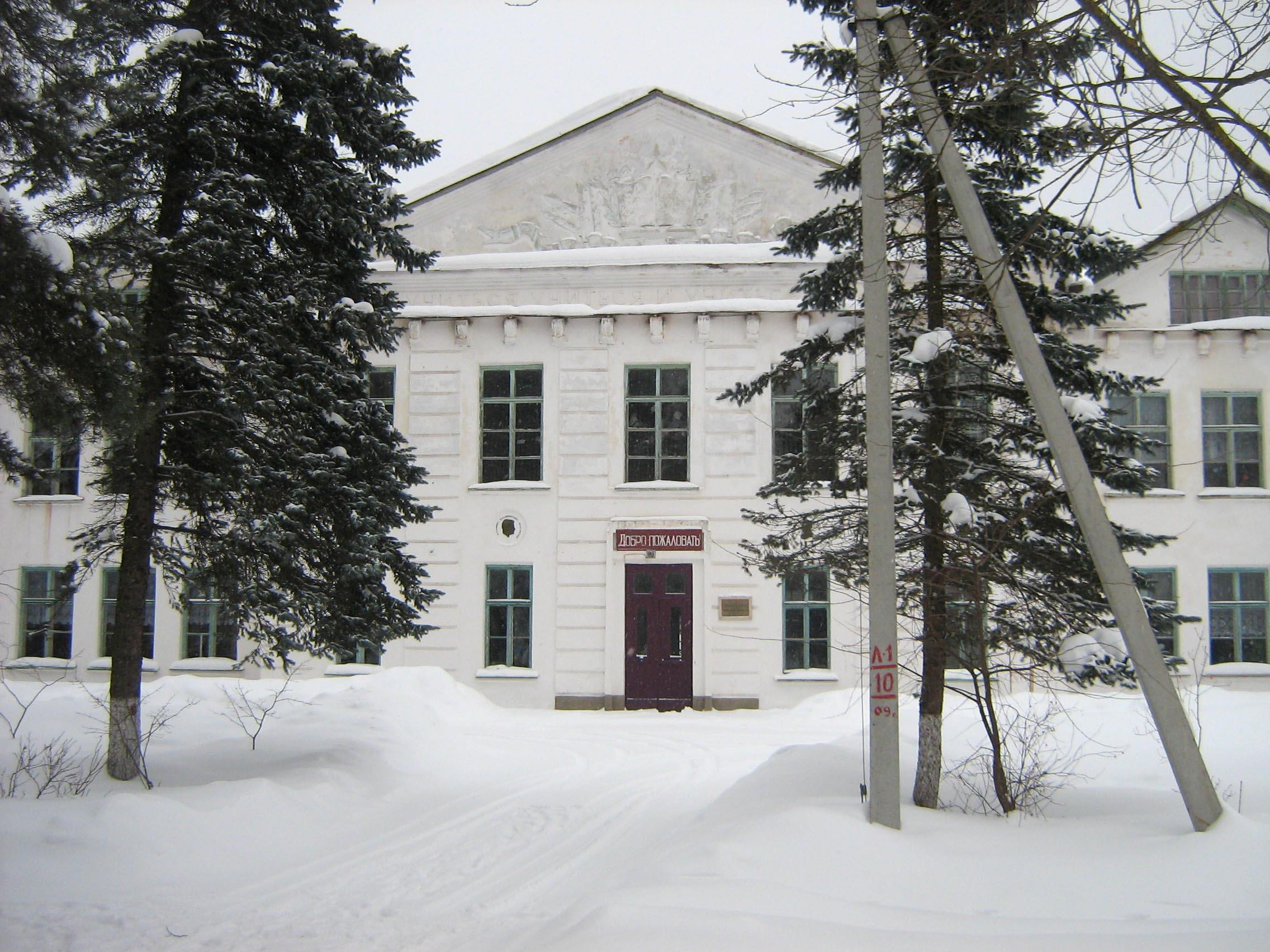
Школа в посёлке Новосельский

О древности заселения этой территории свидетельствуют средневековые курганы и сопки расположенные на территории сельского поселения. В Новгородской земле эта местность относилась к Шелонской пятине. В писцовых книгах пятины 1498 года впервые упомянуты Лисьи Горки, Нагаткино, Подцепочье, Псковитино, Марфино и Пенно, а 1539 года Учно, Чернышево, Яблоново и другие. В Новгородской губернии эта территория входила в Старорусский уезд, затем с 1927 года в Старорусский район Ленинградской, а с 1944 года Новгородской области. Во время муниципальной реформы было образовано Новосельское сельское поселение на территории подчинённой Новосельской сельской администрации, преждеобразованной вместо Новосельского сельсовета.

## Население
| Год  | Численность постоянного населения | мужчин | женщин |
| ---- | --------------------------------- | ------ | ------ |
| 2003 | 1958                              | 762    | 930    |
| 2004 | 1918                              | 725    | 923    |
| 2005 | 1987                              | 760    | 968    |

| 2010  | 2011  | 2012  | 2013  | 2014  | 2015  | 2016  |
| ----- | ----- | ----- | ----- | ----- | ----- | ----- |
| 2004  | ↗2200 | ↘1958 | ↗2013 | ↗2029 | ↘2009 | ↘1969 |
| 2017  | 2021  |       |       |       |       |       |
| ↘1906 | ↘1648 |       |       |       |       |       |

## Состав сельского поселения
| №  | Населённый пункт | Тип населённого пункта          | Население |
| -- | ---------------- | ------------------------------- | --------- |
| 1  | Аринино          | деревня                         | →7        |
| 2  | Большая Козона   | деревня                         | ↗515      |
| 3  | Бор              | деревня                         | ↘11       |
| 4  | Борок            | деревня                         | ↘39       |
| 5  | Василевщина      | деревня                         | ↗26       |
| 6  | Глухая Горушка   | деревня                         | ↘5        |
| 7  | Глушица          | деревня                         | ↗10       |
| 8  | Горбовастица     | деревня                         | ↘26       |
| 9  | Деревково        | деревня                         | ↗40       |
| 10 | Жуково           | деревня                         | ↘2        |
| 11 | Зуи              | деревня                         | ↘6        |
| 12 | Ищино            | деревня                         | ↗8        |
| 13 | Каменка          | деревня                         | ↘0        |
| 14 | Клинково         | деревня                         | ↘5        |
| 15 | Козлово          | деревня                         | ↘0        |
| 16 | Лисьи Горки      | деревня                         | ↗8        |
| 17 | Лосытино         | деревня                         | ↗21       |
| 18 | Маврино          | деревня                         | ↗13       |
| 19 | Марфино          | деревня                         | ↗27       |
| 20 | Медведово        | деревня                         | ↘24       |
| 21 | Нагаткино        | деревня                         | ↗249      |
| 22 | Новосельский     | посёлок, административный центр | ↗698      |
| 23 | Ожедово          | деревня                         | ↘5        |
| 24 | Пенно            | деревня                         | ↘10       |
| 25 | Подцепочье       | деревня                         | ↘64       |
| 26 | Приплекино       | деревня                         | ↘1        |
| 27 | Пробуждение      | деревня                         | ↗176      |
| 28 | Псковитино       | деревня                         | ↘9        |
| 29 | Ратча            | деревня                         | ↗11       |
| 30 | Садовая          | деревня                         | ↘11       |
| 31 | Санаковщина      | деревня                         | →15       |
| 32 | Севриково        | деревня                         | ↗8        |
| 33 | Сёмкина Горушка  | деревня                         | →1        |
| 34 | Соколово         | деревня                         | ↗36       |
| 35 | Теремово         | деревня                         | →20       |
| 36 | Учно             | деревня                         | →0        |
| 37 | Цапово           | деревня                         | ↗6        |
| 38 | Чернышово        | деревня                         | ↗1        |
| 39 | Чириково         | деревня                         | ↘22       |
| 40 | Яблоново         | деревня                         | ↗64       |

## Социально-значимые объекты
В посёлке Новосельский находятся:
- средняя общеобразовательная школа[13];
- детский сад[14];
- отделение почтовой связи «Новосельский» почтамта «Старая Русса» «ФГУП Почта России», почтовый индекс — 175237[15].